# Populus haoana
Populus haoana är en videväxtart som beskrevs av Cheng och C. Wang. Populus haoana ingår i släktet popplar, och familjen videväxter.

## Underarter
Arten delas in i följande underarter:
- P. h. macrocarpa
- P. h. megaphylla
- P. h. microcarpa